# Ferdinand Roybet
Ferdinand Victor Léon Roybet (n. 12 aprilie 1840, Uzès, Languedoc-Roussillon, Franța – d. 10 aprilie 1920, Paris, Île-de-France, Franța) a fost un pictor și gravor francez, cunoscut mai ales pentru scenele sale istorice și de costume de epocă.

## Biografie
S-a născut la Uzès. Tatăl său, proprietar al unei cafenele și producător de lichior, și-a mutat familia la Lyon în 1846. A început prin a studia gravura la École nationale des beaux-arts din Lyon. După moartea tatălui său, în 1863, și-a dus noua soție și copilul la Paris, unde a studiat cu Jean-Georges Vibert⁠(d) și a copiat Vechii Maeștri la Luvru.
În 1865, după unele dificultăți financiare, a prezentat două tablouri la Salon⁠(d) și, în anul următor, a cunoscut succesul, când una dintre lucrările sale a fost achiziționată de Mathilde Bonaparte pentru 5.000 de franci. A decis apoi să se concentreze asupra figurilor costumate, în principal din secolul al XVIII-lea, și i s-a atribuit un contract pentru trei pânze pe lună, cu un salariu anual de 25.000 de franci.
După asediul Parisului, a început o lungă perioadă de călătorii, vizitând Belgia și Algeria. La întoarcere, a vândut lucrările pe care le crease cu 10.000 de franci, s-a instalat într-un conac și a început să colecționeze antichități din Evul Mediu și din timpul Renașterii. Acest lucru a dus în cele din urmă la dificultăți financiare și conacul său a fost confiscat de creditorii săi.
A fost numit cavaler al Legiunii de Onoare în 1893 și a avut printre clienții săi mulți oameni bogați, în special Cornelius Vanderbilt, care a plătit 100.000 de franci pentru una dintre lucrările sale la Palais de l'Industrie⁠(d) în 1893. De asemenea, a pictat mulți oameni de seamă în costume de epocă, printre care contele Robert de Montesquiou, Madame Henriette Poincaré⁠(d) și generalul Joseph Gallieni.
A murit la Paris la 11 aprilie 1920. Spre sfârșitul vieții, s-a orientat spre subiecte religioase, realizând un tablou cu 22 de picturi înfățișând Patimile lui Hristos. După moartea sa, în 1921, acestea au făcut obiectul unei expoziții speciale la Salon. Șase ani mai târziu, Muzeul Roybet Fould a fost înființat în Courbevoie de către Consuelo Fould, care deținea un număr mare de picturi ale lui Roybet.

## Selecție de picturi

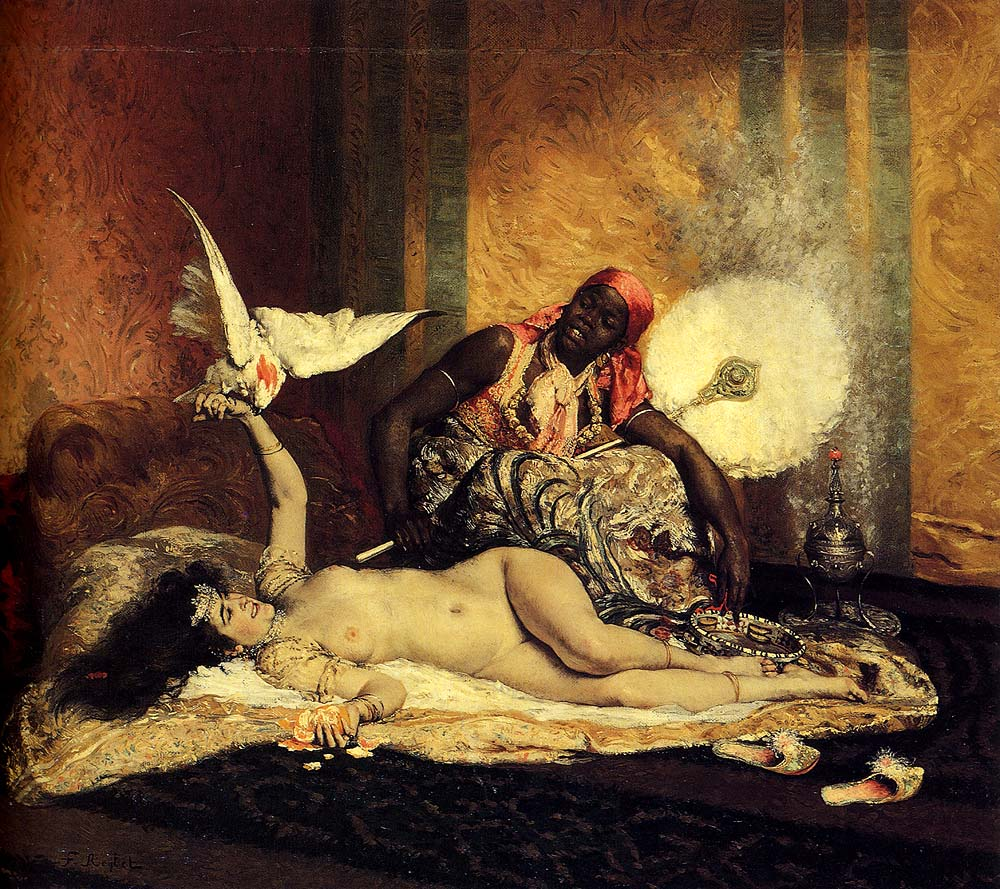
Sultana
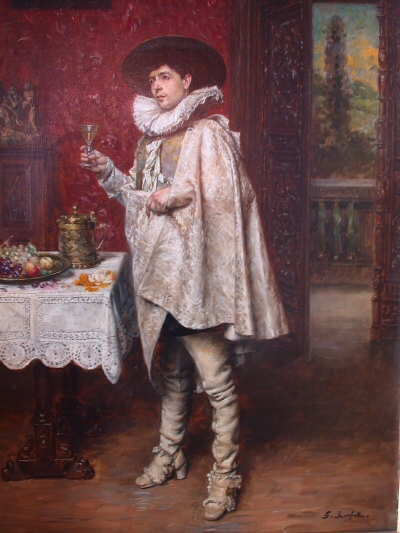
Masa muschetarului
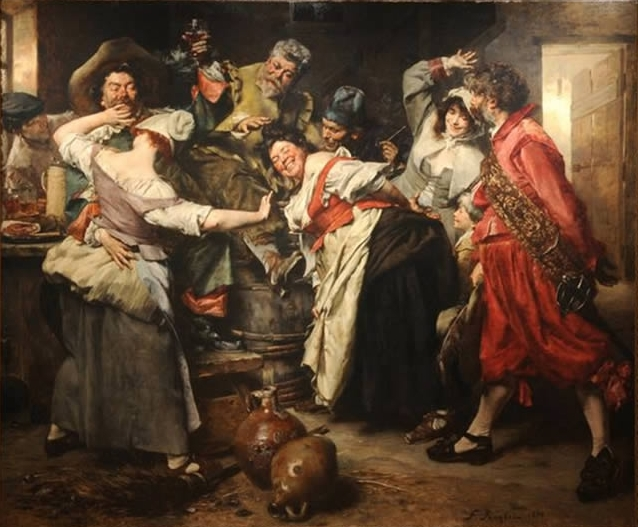
„Mâna fierbinte” (un joc)
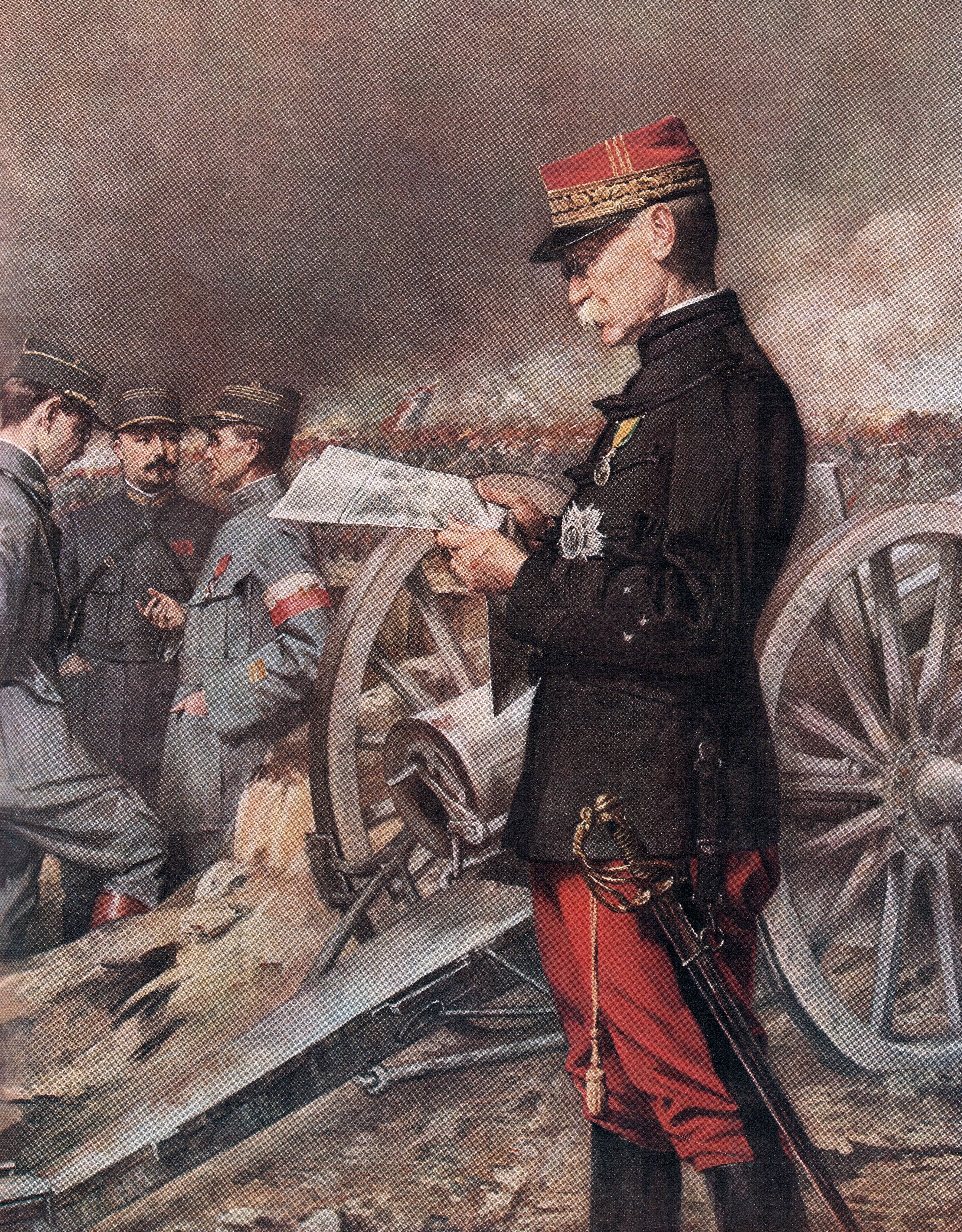
Portretul generalului Gallieni